# Jogos Pan-Arábicos
Os Jogos Pan-Arábicos foram um evento multidesportivo regional organizado pela União dos Comitês Olímpicos Nacionais Árabes (em inglês: Union of Arab National Olympic Committees - UANOC), nos quais participavam as nações do mundo árabe. A primeira edição dos Jogos foi realizada em 1953 na cidade de Alexandria, no Egito. 
Como a maioria dos eventos deste tipo, foi planejado para ser disputado de quatro em quatro anos. Contudo, problemas financeiros e a instabilidade política na região fizeram com que os Jogos fossem realizados a intervalos irregulares.

## História

### Criação

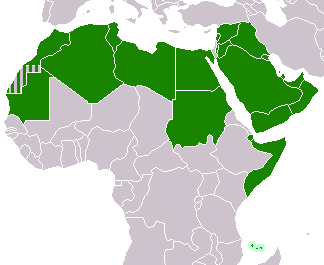
Mapa dos membros da Liga Árabe.

Os Jogos Pan-Arábicos foram criados por Abdul Rahman Hassan Azzam, o primeiro Secretário Geral da Liga Árabe (de 1945 a 1952). Azzam havia apresentado um memorando à Liga, em 1947, defendendo um torneio multidesportivo que integrasse todos os países da comunidade árabe. Em suas palavras, o mandatário da Liga Árabe acreditava que o esporte era a melhor maneira de unir os jovens árabes e, assim, dá-lhes força para construir o futuro dos países integrantes da Liga. Seguindo este ideal, Azzam havia anunciado  que esta era a oportunidade todos os esportes árabes dispersos pelo mundo, em um torneio anual.
Segundo Azzam, o esporte serve como a melhor maneira de conectar a juventude dos países árabes e permitir-lhes construir o futuro da identidade árabe. Como favorito comum de jovens indivíduos, os torneios esportivos os encorajam a alcançar fronteiras, vínculo com outros árabes e eliminar as diferenças entre eles. Na mesma linha, Azzam anunciou que a juventude da maior nação árabe está ansiosa para reunir todos os esportes árabes dispersos em um torneio anual que será realizado em uma das cidades árabes.
Todavia, este evento não obteve aprovação oficial até 1953, quando Ahmed El Demerdash Touny, um egípcio membro do Comitê Olímpico Internacional (COI), conseguiu convencer as partes interessadas da Liga Árabe de que um torneio multidesportivo seria fundamental que a chamada identidade árabe obtivesse o sucesso global. Em resposta à proposta de Touny, a Liga Árabe concordou em estabelecer os Jogos Pan-Arábicos.
O Egito teve a honraria de ser a primeira nação anfitriã deste evento, celebrando-o na cidade de Alexandria, entre os dias 26 de julho e 10 de agosto de 1953. Oito países árabes e a Indonésia, como convidada, se fizeram presentes em território egípcio. As mulheres participaram pela primeira vez nos Jogos celebrados em 1985 na cidade de Rabat, no Marrocos.

### Atualidade
A décima primeira edição dos Jogos Pan-Arábicos foi celebrada na cidade de Doha, no Catar, em dezembro de 2011. Na ocasião, o Emir Hamad bin Khalifa Al Thani inaugurou o evento durante seu cerimonial de abertura, realizado no Estádio Internacional Khalifa.
Originalmente, a edição de 2015 estava prevista para ser sediada em Beirute, capital do Líbano. Em razão da chamada "situação atual do Oriente Médio", as autoridades libanesas declinaram quanto a realização dos Jogos em sua capital. Na sequência, Marrocos foi o país escolhido para acolher o evento, mas alegou problemas financeiros e negou esta possibilidade. Com este cenário, o Egito acabou oferecendo-se para receber o evento e, mesmo tendo o apoio de Omã, a UANOC declinou a oferta.
Mesmo com o momento de incertezas do evento quanto ao cancelamento dos Jogos em 2015, a UANOC celebrou a escolha da capital iraquiana, a cidade de Bagdá, para receber a edição de retorno deste evento multidesportivo em 2021. Da mesma maneira, o Líbano e sua capital, Beirute, receberão os Jogos Pan-Arábicos em 2025.

## Edições
| Ano             | Cidade-sede | Data                           | Esportes | Maior medalhista      |
| --------------- | ----------- | ------------------------------ | -------- | --------------------- |
| 1953 (detalhes) | Alexandria  | 26 de julho - 10 de agosto     | 10       | Egito                 |
| 1957 (detalhes) | Beirute     | 12 - 27 de outubro             | 12       | Líbano                |
| 1961 (detalhes) | Casablanca  | 24 de agosto - 9 de setembro   | 11       | República Árabe Unida |
| 1965 (detalhes) | Cairo       | 2 - 11 de setembro             | 13       | República Árabe Unida |
| 1976 (detalhes) | Damasco     | 6 - 21 de outubro              | 18       | Síria                 |
| 1985 (detalhes) | Rabat       | 2 - 16 de agosto               | 18       | Marrocos              |
| 1992 (detalhes) | Damasco     | 4 - 18 de setembro             | 14       | Síria                 |
| 1997 (detalhes) | Beirute     | 12 - 27 de julho               | 22       | Egito                 |
| 1999 (detalhes) | Amã         | 15 - 31 de agosto              | 26       | Egito                 |
| 2004 (detalhes) | Argel       | 24 de setembro - 10 de outubro | 32       | Argélia               |
| 2007 (detalhes) | Cairo       | 11 - 25 de novembro            | 32       | Egito                 |
| 2011 (detalhes) | Doha        | 9 - 23 de dezembro             | 33       | Egito                 |
| 2015 (detalhes) | Beirute     | 21 de agosto - 4 de setembro   | —        | Edição cancelada      |
| 2023 (detalhes) | Argélia     | Datas a confirmar              | —        | A disputar            |

## Modalidades
Estas são as modalidades esportivas que fizeram parte do programa dos Jogos Pan-Arábicos:
| - Atletismo (detalhes) - Badminton (detalhes) - Basquetebol (detalhes) - Boliche (detalhes) - Boxe (detalhes) - Bridge (detalhes) - Caratê (detalhes) - Ciclismo (detalhes) - Corrida de camelos (detalhes) - Esgrima (detalhes) - Fisiculturismo (detalhes) - Futebol (detalhes) | - Ginástica (detalhes) - Golfe (detalhes) - Halterofilismo (detalhes) - Handebol (detalhes) - Hipismo (detalhes) - Judô (detalhes) - Kickboxing (detalhes) - Luta olímpica (detalhes) - Natação (detalhes) - Natação com nadadeiras (detalhes) - Pentatlo moderno (detalhes) - Polo aquático (detalhes) | - Remo (detalhes) - Saltos ornamentais (detalhes) - Squash (detalhes) - Taekwondo (detalhes) - Tênis (detalhes) - Tênis de mesa (detalhes) - Tiro com arco (detalhes) - Tiro esportivo (detalhes) - Vela (detalhes) - Voleibol (detalhes) - Voleibol de praia (detalhes) - Xadrez (detalhes) |

## Nações participantes
Estavam aptos a participar dos Jogos Pan-Arábicos os 22 países integrantes da Liga Árabe. 

### Integrantes da Liga Árabe
| - Arábia Saudita - Argélia - Bahrein - Comores - Djibuti - Egito - Emirados Árabes Unidos - Iêmen | - Iraque - Jordânia - Kuwait - Líbano - Líbia - Marrocos - Mauritânia | - Omã - Palestina - Catar - Síria - Somália - Sudão - Tunísia |

### Nações extintas
- Federação da Arábia do Sul
- Iêmen do Norte
- Iêmen do Sul
- República Árabe Unida

### Nação convidada
- Indonésia (em 1953 e 1965)

## Quadro geral de medalhas
Ao longo de suas doze edições, os Jogos Pan-Arábicos apresentaram o quadro de medalhas abaixo estruturado.
| Ordem | País                   | Medalha de ouro | Medalha de prata | Medalha de bronze | Total |
| ----- | ---------------------- | --------------- | ---------------- | ----------------- | ----- |
| 1     | Egito                  | 621             | 426              | 375               | 1422  |
| 2     | Tunísia                | 280             | 226              | 295               | 801   |
| 3     | Marrocos               | 278             | 237              | 276               | 791   |
| 4     | Argélia                | 255             | 305              | 321               | 881   |
| 5     | Síria                  | 229             | 239              | 316               | 784   |
| 6     | República Árabe Unida  | 122             | 74               | 49                | 245   |
| 7     | Líbano                 | 82              | 122              | 190               | 394   |
| 8     | Iraque                 | 82              | 121              | 183               | 386   |
| 9     | Catar                  | 74              | 80               | 100               | 254   |
| 10    | Jordânia               | 70              | 125              | 176               | 371   |
| 11    | Arábia Saudita         | 69              | 97               | 126               | 292   |
| 12    | Kuwait                 | 40              | 61               | 117               | 218   |
| 13    | Emirados Árabes Unidos | 29              | 36               | 53                | 118   |
| 14    | Bahrein                | 26              | 20               | 46                | 92    |
| 15    | Sudão                  | 24              | 42               | 36                | 102   |
| 16    | Líbia                  | 21              | 38               | 52                | 111   |
| 17    | Omã                    | 14              | 16               | 21                | 51    |
| 18    | Iêmen                  | 7               | 10               | 19                | 36    |
| 19    | Palestina              | 5               | 18               | 63                | 86    |
| 20    | Djibuti                | 1               | 2                | 1                 | 4     |
| 21    | Iêmen do Norte         | 1               | 0                | 1                 | 2     |
| 22    | Somália                | 0               | 4                | 1                 | 5     |
| 23    | Iêmen do Sul           | 0               | 0                | 1                 | 1     |

Observações de importância:
- Comores,  Federação da Arábia do Sul,  Indonésia e  Mauritânia não conquistaram medalhas.

## Ligação externa
- Site oficial da União dos Comitês Olímpicos Nacionais Árabes - UANOC (em árabe)